# Karl Georg Kaiser (Maler)
Karl Georg Kaiser (auch Carl Georg Kaiser) (* 20. April 1843 in Stans; † 20. August 1916 ebenda) war ein Schweizer Politiker und Kunstmaler. Von 1868 bis 1877 gehörte er als Vertreter der Konservativen dem Regierungsrat des Kantons Nidwalden an.

## Leben
Karl Georg Kaiser wurde als Sohn des Regierungsrats Karl Georg Kaiser und der Karolina Zimmermann im Winkelriedhaus geboren. Wegen seiner künstlerischen Begabung wurde er von Melchior Paul von Deschwanden unterrichtet. Anschliessend studierte er von 1862 bis 1864 an der Kunstakademie in Karlsruhe. Danach arbeitete Kaiser wieder im Atelier von von Deschwanden. Er übernahm nach dessen Tod das Atelier und führte es bis zu seinem Tod im Jahr 1916. 
Schon mit 25 Jahren wurde Karl Georg Kaiser Regierungsrat. In der Nidwaldner Regierung hatte er bis 1877 das Amt eines Zeugherrn. Er war ab 1868 Mitglied der Militärkommission und des Kassationsgerichts. Im Jahr 1874 wurde Kaiser Mitglied der Strassenbaukommission. Nach seinem Rücktritt aus der Regierung kam er 1877 als Ratsherr ins Parlament. 
Auf Gemeindestufe wurde Kaiser 1868 (bis 1874) Gemeinderat von Stans und ab 1874 (bis 1883) Kirchenrat. Von 1874 bis 1877 war er Mitglied des Polizeigerichts und war danach Mitglied des Nidwaldner Kriminalgerichts. 
Karl Georg Kaiser heiratete am 8. Oktober 1866 in Schüpfheim Elisabeth Baggenstos. Aus dieser Ehe stammen neun Kinder (sechs Söhne und drei Töchter). Ein 1875 geborener Sohn starb im Kleinkindalter. Sein Sohn Sepp war Architekt in Berlin, sein Sohn Franz Ratsherr und Landratspräsient von Nidwalden.

## Quelle
- Altes Stammbuch. Band V, Kaiser/Keiser I, 29 (Seite 14).